# هاني نقشبندي
هاني نقشبندي (ولد في المدينة المنورة عام 1963- توفي في 24 سبتمبر 2023م) إعلامي وكاتب وروائي سعودي، تدرَّج في عدَّة مناصب صحفية حتى رأس تحرير مجلة سيدتي ومجلة المجلة السياسية، وأسهم في تأسيس مجلة الرجل.

## سيرته
ولد في المدينة المنورة عام 1963، وهو خريج جامعة الملك عبد العزيز في جدة في تخصص عَلاقات دولية.
وبدأ عمله صحفيًّا وإعلاميًّا، منذ عام 1984، في صحف المملكة العربية السعودية، ورأس تحريرَ مجلات «سيدتي» و«المجلة» اللتان صدرتا باللغة العربية في لندن، وقدَّم البرنامج التلفازي «حوار مع هاني» لقناة تلفزيون دبي.
واتجه كذلك لكتابة الرواية الأدبية؛ فصدرت أولى رواياته في عام 2007 بعنوان «اختلاس»، وقد أثارت الجدل والنقد، وتمكنت في مدة وجيزة - على الرغم من منع نشرها في بعض الدول العربية - من النجاح، فأعيد طبعها باللغة العربية ست مرات، وتُرجمت إلى اللغة الروسية. ثم صدرت روايته «سلَّام» في 2009.
وقدَّم برنامجًا تلفازيًا على تلفزيون دبي عنوانه «حوار هاني»، وهو برنامج سياسي اجتماعي إنساني ناقش فيه القضايا العربيةَ المطروحة على الساحة، واستضاف مجموعة من الشخصيات السياسية والأدبية والعلمية. وكتب مقالات في عدَّة صحف ومواقع إلكترونية.
قال عنه الدكتور صلاح فضل: «سيلعب النقشبندي دوراً في الرواية السعودية مثل دور الكاتب الراحل إحسان عبد القدوس».
يُذكر أن رواية «اختلاس» صدرت عن دار الساقي ببيروت، وحسب ما صرَّح فإن الرواية مشتقة بكاملها من تجرِبته الشخصية في عالم الصِّحافة، وتحديدًا مرحلة رئاسته لتحرير مجلة «سيدتي» التي استمرَّت أكثر من خمسة أعوام، وذكر أنه كان يصله يوميًّا أكثرُ من مئة رسالة عبر البريد الإلكتروني ولمدَّة ست سنوات، ما يعني أن الآلاف من الرسائل حملت الكثير من المعاناة التي تلاقيها المرأةُ في المجتمع على مدار تلك المدة، ومن هنا نبعت فكرةُ «اختلاس» التي تقوم على مجموعة من الحقائق.

## العمل الإعلامي
- رأس تحرير مجلة سيدتي.
- رأس تحرير مجلة المجلة.
- أسهم في تأسيس مجلة الرجل.
- عمل نائبًا لرئيس تحرير صحيفة الشرق الأوسط.
- قدَّم في قناة دبي برنامج «حوار هاني» .
- انضم إلى قناة المشهد في أكتوبر 2022.[4] وقدم برنامج «هنواتي» عام 2023.[5]

## المؤلفات
- رواية «اختلاس» صدرت عام 2007.
- رواية «سلام» صدرت عام 2009.
- رواية «ليلة واحدة في دبي» صدرت عام 2011.
- رواية «نصف مواطن محترم» 2013.
- رواية «طبطاب الجنة» 2015.
- كتاب «يهود تحت المجهر» عام 1986.
- كتاب «لغز السعادة» عام 1990.
- رواية «الخطيب» صدرت عام 2017.[6]
- رواية «قصة حلم».[7] وقد حُوِّلت إلى مسلسل عنوانه «صانع الأحلام».[8]

## الوفاة
توفي يوم الأحد 9 ربيع الأول 1445 هـ الموافق 24 سبتمبر (أيلول) 2023 م.